# Nesobolus etymophallus
Nesobolus etymophallus är en mångfotingart som först beskrevs av Loomis 1938.  Nesobolus etymophallus ingår i släktet Nesobolus och familjen Rhinocricidae. Inga underarter finns listade i Catalogue of Life.